# Pishtar Lutfiu
Pishtar Lutfiu (mac. Пиштар Лутфиу; ur. 17 marca 1986 w Debarze) – północnomacedoński polityk i politolog narodowości albańskiej, w latach 2016–2017 minister edukacji i nauki.

## Życiorys
W 2004 roku ukończył szkołę średnią w Tetowie, a w latach 2006–2009 studiował politologię oraz administrację publiczną na Uniwersytecie Europy Południowo-Wschodniej. Odbył następnie na tejże uczelni studia magisterskie z politologii, które ukończył w 2012 roku.
5 kwietnia 2016 roku objął funkcję ministra edukacji i nauki, którą piastował do 1 czerwca 2017.
Zna języki albański, macedoński, angielski i włoski.